# Old Windsor
Old Windsor és un municipi del Regne Unit, situat al comtat de Berkshire, a la vora del riu Tàmesi. Administrativament forma part del districte de Widsor i Maidenhead (Royal Borough of Windsor and Maidenhead) que li dona un estatus especial per la proximitat d'una residència reial.

## Localització
Old Windsor està al sud del riu Tàmesi, a unes 2,5 milles (uns 4 km) al sud-est de la ciutat de Windsor. Les altres poblacions properes són: Englefield Green, Datchet, i enllaça mitjançant un camí de sirga amb una resclosa anomenada Old Windsor Lock. L'església parroquial està també a la vora del riu, en el lloc més antic del nucli de població.
Old Windsor està a uns 20 minuts de l'aeroport de Heathrow i està a prop de les carreteres M4 i M25. L'estació de ferrocarril més propera està a Datchet, a menys de 3 milles (5 km) de distància.

## Història
Aquest poble s'anomenava antigament Windsor, però va ser dividit en dos municipis: New Windsor, situat a 4-5 km, que va acabar sent anomenat només Windsor, i el segon anomenat Old Windsor. Windsor apareix en les fonts documentals per primera vegada en la Crònica anglosaxona. El nom deriva de l'anglès antic llavors escrit Windles-ore o Windlesora, que vol dir «bancal elevador a la riba del riu», nom que fa referència a la resclosa que, des d'antic hi havia aquí.
Old Windsor va ser el lloc de l'emplaçament d'una residència reial en l'època anglosaxona. En temps del rei Eduard el Confessor s'esmenta aquesta residència com a lloc fortificat, però les proves arqueològiques testimonien que la fortalesa ja va existir al segle ix. Eduard va transferir la propietat a l'abat de Westminster l'any 1066, però aviat va tornar a ser possessió reial amb Guillem el Conqueridor. Old Windsor va ser un lloc preferit pels monarques per la seva localització convenient: a prop del riu amb facilitat de transport i a prop d'un bosc on anar de cacera, Windsor Forest. Old Windsor va tenir un administrador oficial probablement perquè tenia un mercat, un molí i una resclosa. La residència saxona va quedar superada per la construcció normanda, el castell de Windsor, al voltant de la qual va sorgir un nou barri, New Windsor. Mentre que el castell va esdevenir una residència de luxe fortificada, l'antiga construcció a Old Windsor es va mantenir com a pavelló de caça.

## Esglésies

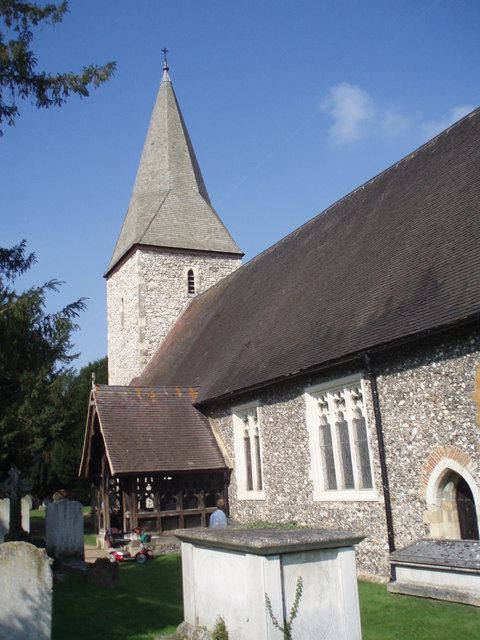
Església de sant Pere i sant Andreu.

La població d'Old Windsor té dues esglésies: la de sant Pere i sant Andreu, i l'església de la Missió, dedicada a sant Lluc.
La primera fou construïda probablement com un annex al pavelló de caça reial. Després que l'edifici original quedés destruït pels soldats francesos, durant la conquesta de Guille I, l'església es va reconstruir el 1218. El 1865, es va dur a terme un extens pla de restauració a càrrec de l'arquitecte Giles Gilbert Scott, el qual va eliminar una porxada que s'havia afegit durant l'època georgiana. Va fer construir una torre en substitució de la cúpula i va afegir tres campanes a les cinc que ja hi havia, datades de l'any 1775. Per la Pasqua del 2008, aquesta església va patir un incendi i després es van reparar els danys.
L'església de sant Lluc es va construir el 1867, però per manca de manteniment estava en molt mal estat i es va substituir per una altra construcció l'any 1960. Conté una catifa que va ser adquirida a l'abadia de Westminster i que es va fer servir per algunes coronacions.

## La finca Beaumont
Al límit sud del territori municipal està la històrica finca Beaumont, que no sembre s'ha anomenat així. L'any 1300 aquesta finca era propietat d'Hugo de Remenham i tenia una extensió superior a l'actual. Després de canviar de mans diverses vegades, la va comprar Henry Frederick Tynne, que va redissenyar la casa que hi havia, cosa que va encarregar el 1705 a l'arquitecte James Gibbs, i li va posar el nom de Bowman's Lodge. A mitjan segle xviii la va adquirir Sophia, duquessa de Kent. El 1751 la va vendre al duc de Roxburghe, el qual se la va regalar al seu fill, el marquès de Beaumont, el qual la va rebatejar dient-li Beaumont Lodge. El 1786 la va comprar Warren Hastings, primer governador general de lÍndia per 12.000 lliures. El 1790, el seu nou propietari, Henry Griffith, va confiar a l'arquitecte Henry Emlyn modificacions en la casa.
La finca va ser venuda el 1805 por 14.000 lliures al vescomte Ashbrook, amic del rei Jordi IV. A la mort del vescomte, la seva vídua va vendre una part a la Societat de Jesús, que va fer servir la casa com a col·legi i una altra part va esdevenir hotel. El 1861 es va transformar en St. Stanislaus College, un col·legi catòlic amb internat per a nois. El 1967 aquesta escola va tancar i es va traslladar a Stoneyhurst (Lancashire), mentre que la finca va ser venuda a l'empresa d'informàtica ICL, i més tard a la Hayley Conference Centres, l'any 2003.
Es diu que la capella d'aquesta casa senyorial va servir d'inspiració a Arthur Evelyn Waugh per escriure la novel·la Brideshead Revisited. Waugh va passar un temps vivint a Old Windsor, mentre servia en l'exèrcit.

## Residents famosos
Old Windsor ha estat escollit com a residència per diverses persones de renom:
- sirElton John, músic,
- Geraldine McEwan, actriu nadiua d'aquest lloc,
- Mark Stephens, advocat guardonat amb la medalla CBE, nadiu d'aquí,
- Clint Hill, futbolista de l'equip Queens Park Rangers.